# Golpe de Estado (álbum)
Golpe de Estado es un álbum recopilatorio, presentado por el productor Revol. Fue publicado el 13 de enero de 2010 a través de los sellos discográficos VI Music y Machete Music, siendo distribuido por Universal Music Latino. Incluye las colaboraciones de cantantes como Arcángel, Ivy Queen, Zion & Lennox, entre otros.

## Lista de canciones
| N.º   | Título                                           | Composición                                                                            | Duración |  |
| 1.    | «La velita» (Arcángel, Ivy Queen, Zion y Jadiel) | Joel Báez / Ramón González / Eliel Lind / Félix Ortiz / Martha Pesante / Austin Santos | 4:21     |  |
| 2.    | «Tengo que decir» (Zion & Lennox)                | Robert Martínez Lebrón / Félix Ortiz / Gabriel Pizarro / Waldemar Sabad                | 4:30     |  |
| 3.    | «Tu recuerdo» (Ivy Queen)                        | Robert Martínez Lebrón / Edwin Z. Pérez / Martha Pesante / Pedro Polanco               | 3:30     |  |
| 4.    | «Como tú me tocas» (Arcángel)                    | Urbani Mota Cedeño / Austin Santos                                                     | 3:52     |  |
| 5.    | «Click Clack» (Cosculluela)                      | José Cosculluela / Paul Irizarry / George M. Ladkani / Robert Martínez Lebrón          | 3:45     |  |
| 6.    | «Lío» (Yomo)                                     | Robert Martínez Lebrón / Waldemar Sabad / José Torres                                  | 3:09     |  |
| 7.    | «Ven donde mí» (Héctor el Father)                | Robert Martínez Lebrón / Juan Santana                                                  | 3:04     |  |
| 8.    | «Me pones mal» (La Sista)                        | Maidel Amador Canales / Robert Martínez Lebrón / Juan Santana                          | 3:42     |  |
| 9.    | «Qué pasó» (Ñejo)                                | Carlos Crespo / Robert Martínez Lebrón / Luis Torres                                   | 3:08     |  |
| 10.   | «Mi corazón» (Eloy)                              | Luis Eloy Hernández / Robert Martínez Lebrón / Waldemar Sabad                          | 3:29     |  |
| 11.   | «Mi gente de case» (Consilieri)                  | Carlos Morales / Rafael del Rosario                                                    | 4:10     |  |
| 12.   | «Hay algo en ti» (Harrigan & Dex)                | Ariel Harrigan / Freddy Meléndez / Yazid Rivera / Gabriel Rodríguez                    | 3:52     |  |
| 13.   | «No hay límites» (Junior B)                      | Sergio Bustamante                                                                      | 3:50     |  |
| 48:15 |                                                  |                                                                                        |          |  |

## Créditos y personal
Adaptados desde AllMusic.
- Robert Martínez Lebrón (Revol) – Composición.
- Yazid Rivera López (Yazid Metálico) – Composición, producción.
- Edwin Z. Pérez “EZP” – Composición, producción.
- Pedro Polanco – Composición, producción.
- Gabriel Rodríguez	(Gaby Metálico) – Composición, producción.
- Waldemar Sabat (Walde “The Beatmaker”) – Composición, producción.
- Joel Báez – Composición.
- Sergio Bustamante (Junior B) – Composición
- Maidel Amador Canales – Composición, intérprete.
- Freddy Meléndez (Dex) – Composición, intérprete.
- Urbani Mota Cedeño (DJ Urba) – Composición, producción.
- José Cosculluela – Composición, intérprete.
- Carlos Crespo – Composición, intérprete.
- Ramón González – Composición, intérprete.
- Ariel Harrigan (Harrigan) – Composición, intérprete.
- Luis Hernández (Eloy) – Composición, intérprete.
- Insider Entertainment – Composición.
- Paul Irizarry – Composición, producción.
- George M. Ladkani – Composición.
- Carlos Morales (Consilieri) – Composición, intérprete.
- Félix Ortiz – Composición, intérprete.
- Eliel Lind Osorio – Composición, producción.
- Martha Pesante – Composición, intérprete.
- Gabriel Pizarro – Composición, intérprete.
- Rafael del Rosario – Composición.
- Juan Santana – Composición, producción.
- Austin Santos – Composición, intérprete.
- José Torres – Composición, intérprete.
- Luis Torres – Composición.

## Posicionamiento en listas
| Listas (2010)                        | Mejor posición |
| ------------------------------------ | -------------- |
| Estados Unidos (Latin Rhythm Albums) | 12             |